# Solar Crisis
Solar Crisis è un film del 1990 diretto da Richard C. Sarafian con lo pseudonimo di Alan Smithee.
Film di fantascienza basato sul romanzo Kuraishisu niju-goju nen di Takeshi Kawata.

## Trama
Nel 2050 gli astronomi, osservando il Sole, hanno notato dei fenomeni e raccolto dati e traggono la conclusione che a breve la stella del sistema solare avrà un brillamento indirizzato proprio verso la Terra, riducendola in cenere. Come ultima risorsa l'astronave Helios, comandata dal capitano Steve Kelso deve portare sulla stella una potente bomba antimateria dotata di intelligenza artificiale che esplodendo indirizzerà il brillamento solare verso un altro punto del cosmo.
Sulla Terra non tutti sono convinti della corretta interpretazione dei dati solari: tra questi c'è Arnold Teague, ricchissimo proprietario della IXL corporation, il quale organizza tramite un suo dipendente un piano per far fallire la missione, generando un'ondata di panico che gli consentirà di appropriarsi a prezzi stracciati di tutti gli immobili del pianeta, per poi rivenderli a peso d'oro passata la crisi.

## Produzione
Il film è una coproduzione tra giapponesi e americani ed è costato 55 milioni di dollari. Le riprese sono durate dal 18 ottobre 1989 al 21 gennaio 1990. Nonostante l'enorme investimento il film ha avuto una distribuzione molto limitata, pertanto ha avuto un incasso esiguo ai botteghini.
Richard C. Sarafian firmò la regia con lo pseudonimo di Alan Smithee, uno pseudonimo adottato dai registi americani che, per divergenze con la produzione o per ripensamenti professionali, rifiutano di firmare con il proprio nome.

## Accoglienza

### Critica
(FantaFilm)